# Ceriana metallica
Ceriana metallica är en tvåvingeart som först beskrevs av Wulp 1898.  Ceriana metallica ingår i släktet griffelblomflugor, och familjen blomflugor. Inga underarter finns listade i Catalogue of Life.